# エネルギー療法
エネルギー療法（エネルギーりょうほう、Energy medicine）は電気療法、磁気療法、手当て療法、遠隔ヒーリングなど、エネルギーを用いた補完・代替医療の一分野である。エネルギー医学（Energy medicine）、エネルギー医療（Energy therapy）とも呼ぶ。
扱われる「エネルギー」は、科学的に存在が証明されるもの、非科学的なもの、伝統的概念がある。「エネルギー療法（Energy medicine）」という語は、1980年代の非営利機関「国際サトルエネルギー＆エネルギー医学学会」 設立から使用され、各種の著作が発表されている。ホメオパシーやアロマテラピーも、使用されるレメディや精油といった薬剤の効果をエネルギーによるとする解釈があり、エネルギー療法とされる場合がある。
まとめ的な論文においては、2000年のシステマティックレビューは、遠隔治療と手当て療法を混在して調査し、57%が有効であったことから、さらなる研究の必要性を論じた。2015年のメタアナリシスは、同じく混在した非接触的治療を調査し、小さいながらも統計的に有意な効果を発見した。2001年、2003年、2008年の条件の異なるレビューは、スピリチュアルな治療や遠隔治療では、臨床における有効性を見出さなかった。
エネルギー療法は、過去においては、補完・代替医療を研究するアメリカの国立補完代替医療センター（NCCAM、現・アメリカ国立補完統合衛生センター）で取り上げられていたが、現在では一部（鍼や気功など）を除いて、取り上げられていない（詳細は#NCCAMによる分類を参照）。

## 電気療法・磁気療法
病気の治療に電気を使った記録は古代エジプトに遡る。磁力を使う治療はアフリカに古くからあり、古代から癒しや儀式の場として赤い鉄の鉱山が使われている。磁鉄鉱を治療に使った記録は古代エジプト、古代中国、古代ギリシャにも見られる。エネルギー療法の著作を持つドナ・イーデンは、電気は「すべてのエネルギー・システムを繋ぎ合わせる橋のような働きをしている」と述べている。

## 鍼
鍼はもっとも古くから伝わる治療法のひとつ。『黄帝内経』（こうていだいけい）は鍼医学の最古のテキストで、その原型は紀元前2700年頃に成立している。イエズス会の宣教師が中国にも派遣され、彼らが鍼を刺し入れて治療する方法をヨーロッパに持ち帰った。清朝の皇帝（道光帝）が王宮内での鍼治療を禁じたため一時は冷遇されていたが、毛沢東の目にとまって以後、欠かすことの出来ない治療法としての位置を確立した。

## 手当て療法
新約聖書のマルコによる福音書に、信仰のある人は手当てによって病を癒すことが可能であると書かれ、信仰療法をエネルギー療法としてとらえる場合、古代の中近東で一種のエネルギー療法が行われていたことを示す証拠であるとされる。
手当て療法・ヒーリングには、患者に手を当てる「手当て」、患者に接触しない「手かざし」、治療者が患者と同じ場所にいない「遠隔治療」などがある。治療者（ヒーラー）が患者にエネルギーを伝え、それによって患者にポジティブな変化をもたらすという主張は、疑似科学と非難されることも少なくない。
掌を当てるだけの手当て療法は世界に広く見られ、近現代ではセラピューティック・タッチ、ヒーリング・タッチ、レイキ、極性療法（ポラリティ・セラピー）などが新しく作られた。セラピューティック・タッチは、アメリカの看護学校や病院で補完療法として導入しているところがあるが、エビデンスがないため、治療の一環として行うことの正統性が議論の的になっている。
中国の気功は自分自身で実践する内気功が主で、手当て療法的な外気功は内気功の一部であり独立した気功ではないが、日本では「気功＝外気功」という誤解が広まっている。

## 研究史
その科学的研究が始まったのは新しく、ハンガリーのノーベル賞医学者アルベルト・セントジェルジに始まる。セントジェルジは生体組織が半導体の性質を持つことを1941年の論文で明らかにした。ロバート・ベッカーは神経周辺の組織が磁気の影響を受けやすいことを示した。ハーバート・フローリッヒは1968年の論文で生物の筋膜・腱などに見られるコラーゲンなどの細胞外マトリックスがコヒーレント振動をしていることを示唆した。エネルギー医学に関する論文を著したジェームズ・オシュマンは「コヒーレント振動によって伝わる情報が、成長、損傷の修復、防御反応といった機能や1個の生物としての活動をまとめあげていると考えられる」と述べている。

## NCCAMによる分類
アメリカ合衆国国立衛生研究所国立補完代替医薬センター（NCCAM、現アメリカ国立補完統合衛生センター）の研究活動の対象 となり、補完・代替医療のひとつとして研究されていた。しかし、代替医療としての数々の研究の成果は思わしいものではなかったため、研究領域と目的は大きく変更された。現在、アメリカ国立補完統合衛生センターホームページの「補完的健康アプローチ」(補完療法)を紹介するページComplementary, Alternative, or Integrative Health: What’s In a Name? では、鍼や気功といった中国伝統医学と、補助的に用いられるヒーリングタッチを除き、エネルギー療法に分類されてきた療法は取り上げられていない。
存在が科学的に証明されているエネルギーを扱うエネルギー療法（Veritable Energy Medicine）
- 磁気療法
- 電気療法
- 電磁気療法
- 光療法
- 音振療法

存在が科学的に証明されていないエネルギーを扱うエネルギー療法（Putative Energy Medicine）、伝統医学、信仰療法を含む。
- 気 / 気功 / 鍼
- レイキ
- プラーナ
- プネウマ、生気、精気
- アーユルヴェーダ
- マナ
- クリスタル療法、宝石療法
- 心霊療法
- バイオフィールドエネルギー療法（Biofield energy healing）
- セラピューティック・タッチ（北米看護診断協会は、2005-2006年に認可）
- ヒーリング・タッチ
- エソテリック・ヒーリング：19〜20世紀前半の神秘家アリス・ベイリーの思想をベースにするとされる。
- 動物磁気、メスメリズム：18世紀ドイツのフランツ・アントン・メスメルが提唱した流体。メスメルは科学と考えていたが、むしろ魔術的な概念である。
- オドの力：18〜19世紀ドイツの化学者・哲学者カール・フォン・ライヘンバッハによって提唱された。現在は疑似科学である。
- オルゴン:20世紀に精神医学者ヴィルヘルム・ライヒが発見したとする自然界に遍在・充満するエネルギーのこと。 性エネルギー、生命エネルギーであるとされる。現在は疑似科学であるが、ライヒの信奉者は現在も科学と信じ、オルゴンによるという健康グッズが販売されている。
- 非接触療法（distant healing、遠隔療法）
- とりなしの祈り：キリスト教において他者のために祈ること。

## 有効性の調査
2000年のシステマティックレビューは遠隔治療や非接触的治療（祈り、セラピューティックタッチなど）の無作為化された23研究を特定し、57%が有効であったことから、さらなる研究の必要性を論じた。2015年のメタアナリシスは、遠隔治療も手当治療も混在しているが非接触的治療を調査し、小さいながらも統計的に有意な効果を発見した。
2016年の慢性疾患についてのエネルギー両方のレビューでは、特定された27研究のうち13研究が有効であり、しかし信頼性の高い研究が欠けているとした。
2001年の癌治療における代替医療の調査は、スピリチュアルな治療では証拠はほとんどないとした。2003年の遠隔治療のシステマティックレビューは、見つかった17研究から対照群以上の効果はないと結論した。2008年の疼痛についてのシステマティックレビューは、磁気やスピリチュアルな治療には説得力のある証拠はないとした。
一件の研究は、慢性疼痛の120人でスピリチュアル治療を無作為化に施し効果はないとした。
2003年の遠隔治療のシステマティックレビューを含めた、2006年の考察はこうした治療に疑問を呈した。2008年の『代替医療のトリック』では、霊的治療は妥当ではないとした。

## 関連文献
- ドロレス・クリーガー『セラピューティック・タッチ』春秋社、1999年（原著1979年）
- リチャード ガーバー『バイブレーショナル・メディスン―いのちを癒す「エネルギー医学」の全体像』日本教文社、2000年（原著1988年、第3版2001年）
- ドナ・イーデン『エネルギー・メディスン』ナチュラル・スピリット、2012年（原著 Donna Eden (1998). Energy Medicine）
- ジェームズ・オシュマン『エネルギー医学の原理―その科学的根拠』エンタプライズ、2004年（原著 Oschman, J. (2000). Energy Medicine: The Scientific Basis）
- ジェームズ・オシュマン『エネルギー療法と潜在能力』エンタプライズ、2005年（原著2003年）